# Gorgosaure
El gorgosaure (Gorgosaurus libratus) és una espècie extinta de dinosaure teròpode de la família dels tiranosàurids que visqué a l'oest de Nord-amèrica durant el Cretaci superior, fa entre 75 i 76,5 milions d'anys. Se n'han trobat restes fòssils a la província canadenca d'Alberta i l'estat estatunidenc de Montana. És l'única espècie classificada actualment en el gènere Gorgosaurus.
Com la majoria de tiranosàurids coneguts, el gorgosaure era un depredador bípede que pesava més d'una tona quan era adult; a les seves mandíbules s'hi alineaven dotzenes de dents llargues i afilades, mentre que els seus braços amb dos dits eren proporcionalment petits. El gorgosaure estava més estretament emparentat amb l'albertosaure i més llunyanament amb el tiranosaure, més gran. El gorgosaure i l'albertosaure són extremadament similars, i es distingeixen principalment per diferències subtils en les dents i els ossos del crani. Alguns experts consideren G. libratus com una espècie d'albertosaure; si això fos cert, Gorgosaurus seria un sinònim més modern d'aquest altre gènere.
El gorgosaure va viure en una plana inundable exuberant al llarg del marge del mar interior. Era un depredador alfa, estava al cim de la cadena alimentària i depredava abundants ceratòpsids i hadrosaures. En algunes àrees, el gorgosaure coexistia amb un altre tiranosàurid, el daspletosaure. Encara que aquests animals eren més o menys de la mateixa mida, existeixen certs indicis que ocupaven nínxols ecològics diferents. El gorgosaure és el tiranosàurid més ben representat en el registre fòssil, sent conegut a partir de dotzenes d'espècimens. Aquesta abundància de restes ha permès als científics investigar-ne l'ontogènia, el creixement i altres aspectes de la seva biologia.

## Descripció

Gorgosaurus libratus en comparació amb la mida d'un humà

El gorgosaure era més petit que el tiranosaure o el tarbosaure, amb una mida similar a la de l'albertosaure i el daspletosaure. Els adults arribaven a mesurar entre 8 i 9 metres des del musell fins a la punta de la cua. Els paleontòlegs han estimat que els adults que havien assolit la mida màxima arribaven a pesar unes 2,4 tones. El crani més gran conegut mesura 99 centímetres de longitud, sent una mica més petit que el del daspletosaure. Com en altres tiranosàurids, el crani era gran en comparació amb la mida del cos, però les cambres presents a l'interior dels ossos del crani i les grans obertures (fosses) entre els ossos en reduïen el pes. L'albertosaure i el gorgosaure tenien ambdós un crani proporcionalment allargat i baixos respecte al daspletosaure i altres tiranosàurids. La punta del musell era roma, i l'os nasal i els parietals estaven fusionats al llarg de la línia mitjana del crani, com en tots els altres membres de la família. L'òrbita ocular era circular en comptes d'ovalada o amb forma de forat de pany, com ho era en altres gèneres de tiranosàurids. Davant de cada ull, a l'os lacrimal, hi ha una cresta alta, de manera similar a l'albertosaure i el daspletosaure. Les diferències existents en la forma dels ossos que envolten el cervell diferencien el gorgosaure de l'albertosaure.

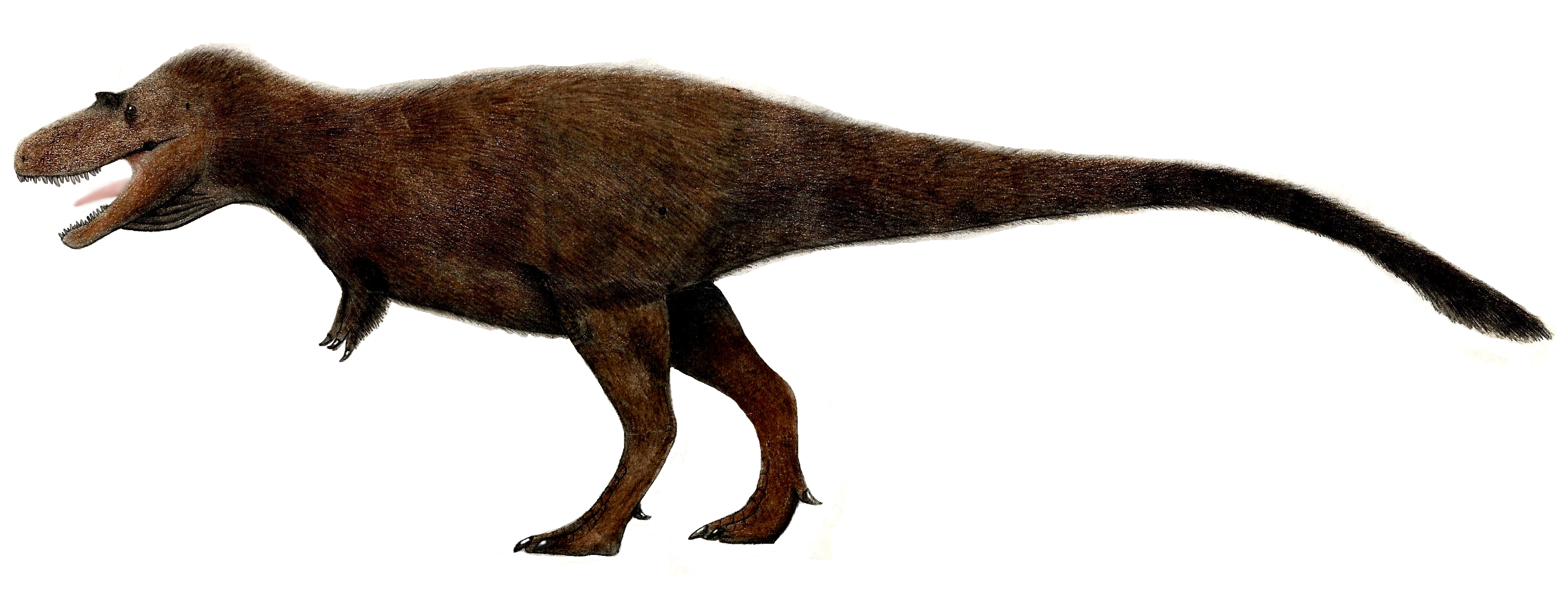
Il·lustració d'un gorgosaure

Les dents del gorgosaure eren les típiques de tots els tiranosàurids coneguts. Les vuit dents premaxil·lars davant del musell eren més petites que la resta, atapeïdes i amb forma de de en secció. En el gorgosaure, la primera dent del maxil·lar també tenia una forma com la de les dents premaxil·lars. La resta de les dents eren ovalades en secció, en comptes de ser similars a espases com en la majoria dels altres teròpodes. A més de les vuit dents premaxil·lars, el gorgosaure tenia entre 26 i 30 dents maxil·lars i entre 30 i 40 dents als dentaris de la mandíbula inferior. Aquest nombre de dents és similar al de l'albertosaure i del daspletosaure però inferior al del tarbosaure o del tiranosaure.
El gorgosaure compartia el pla corporal general amb tots els altres tiranosàurids. El seu cap massiu es trobava al final d'un coll amb forma de essa. En contrast amb el seu gran cap, els seus braços eren molt petits. Les extremitats anteriors només tenien dos dits, tot i que es coneix un tercer metacarpià en alguns espècimens, les restes vestigials d'un tercer dit observades en altres teròpodes. El gorgosaure tenia quatre dits a cada extremitat posterior, incloent-hi el petit primer dit (hàl·lux), que no entrava en contacte amb el terra. Les cames dels tiranosàurids eren llargues en relació amb la mida del cos i en comparació amb altres teròpodes. El fèmur més gran conegut de gorgosaure mesurava 105 centímetres de longitud. En nombrosos espècimens més petits, la tíbia era més llarga que el fèmur, una proporció típica dels animals veloços. Els dos ossos eren d'una longitud equivalent en els espècimens més grans. La llarga i pesant cua hauria servit al gorgosaure de contrapès del cap i el tors i situava el centre de gravetat sobre la cintura.

## Classificació i sistemàtica
El gorgosaure es classifica a la subfamília de teròpodes albertosaurins, dins la família dels tiranosàurids. Està més estretament emparentat amb l'albertosaure, una mica més tardà. Aquests són els dos únics gèneres clars d'albertosaurins que s'han descrit, però podrien existir altres espècies encara per descriure. L'apalatxosaure fou descrit com un tiranosauroïdeu basal just a fora dels tiranosàurids, tot i que el paleontòleg estatunidenc Thomas Holtz publicà una anàlisi filogenètica l'any 2004 que indicava que en realitat era un albertosaurí. Més recentment, un treball encara per publicar de Holtz dona suport a la posició que se li havia atribuït originalment. Tots els altres gèneres de tiranosàurids, incloent-hi el daspletosaure, el tarbosaure i el tiranosaure, es classifiquen a la subfamília dels tiranosaurins. En comparació amb els tiranosaurins, els albertosaurins tenen una constitució més esvelta, amb cranis proporcionalment més petits i baixos, i ossos de la cama inferior (tíbia) i peus (metatars i falanges) més llargs.
Les grans similituds entre Gorgosaurus libratus i Albertosaurus sarcophagus han dut a molts experts a combinar-los en un únic gènere durant molts anys. Albertosaurus fou anomenat en primer lloc, de manera que per convenció es dona prioritat a aquest nom sobre el de Gorgosaurus, que a vegades és considerat com a sinònim més modern. William Diller Matthew i Barnum Brown dubtaven de la distinció dels dos gèneres ja l'any 1922. Gorgosaurus libratus fou formalment reassignat a Albertosaurus (com a Albertosaurus libratus) per Dale Russell l'any 1970, i molts autors posteriors seguiren aquesta proposta. Altres experts mantingueren els dos gèneres separats. El paleontòleg canadenc Phil Currie va dir que hi ha tantes diferències anatòmiques entre l'albertosaure i el gorgosaure com entre el daspletosaure i el tiranosaure, que gairebé sempre s'han mantingut separats. També va assenyalar que tiranosàurids no descrits descoberts a Alaska, Nou Mèxic i altres lloc d'Amèrica de Nord podrien ajudar a aclarir la situació.

## Descobriment

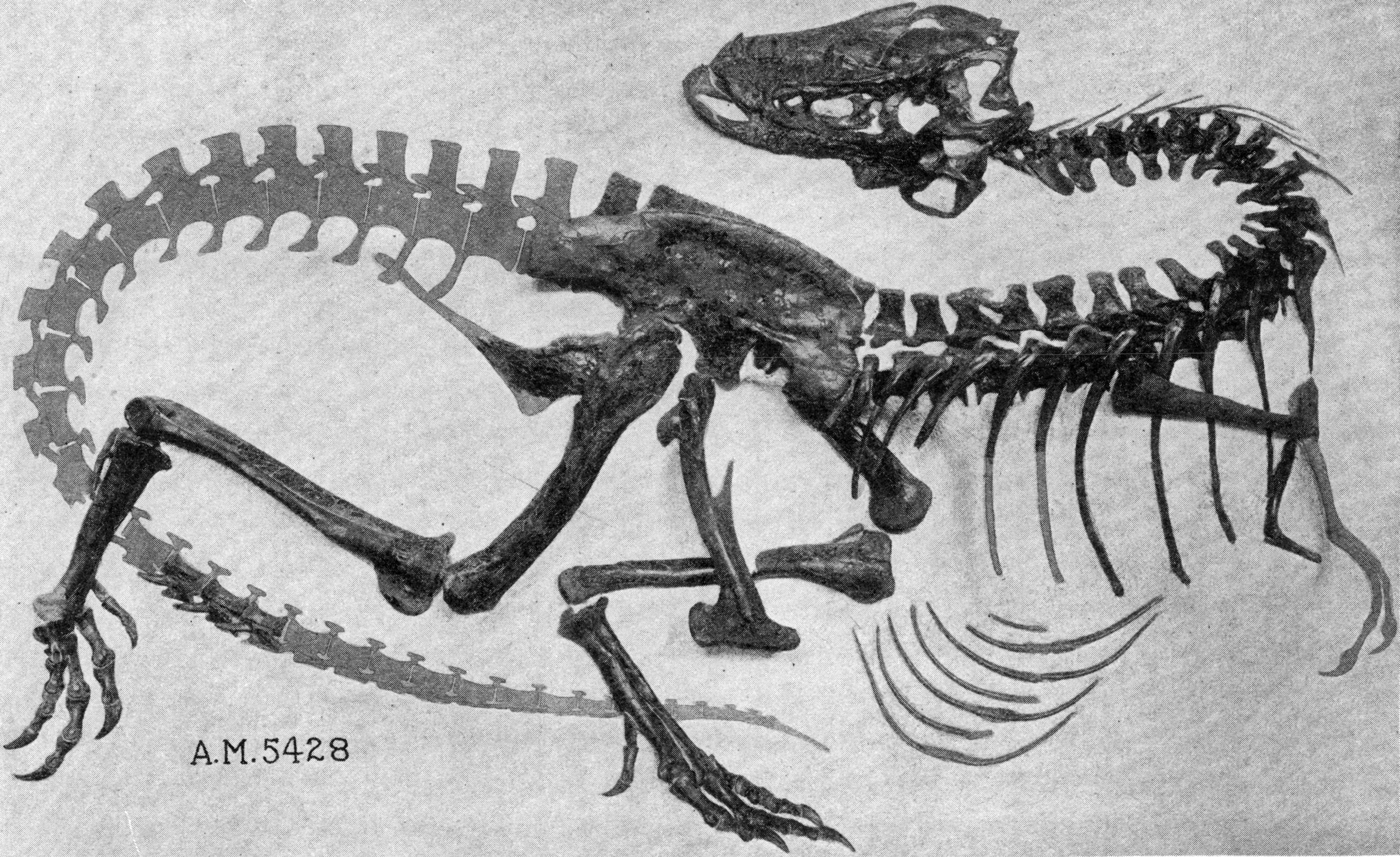
Espècimen de Gorgosaurus libratus (AMNH 5428)

Gorgosaurus libratus fou descrit per primera vegada per Lawrence Lambe l'any 1914. L'espècie tipus és G. libratus; l'epítet específic libratus és el participi passat del verb llatí librare, que significa 'equilibrar'.

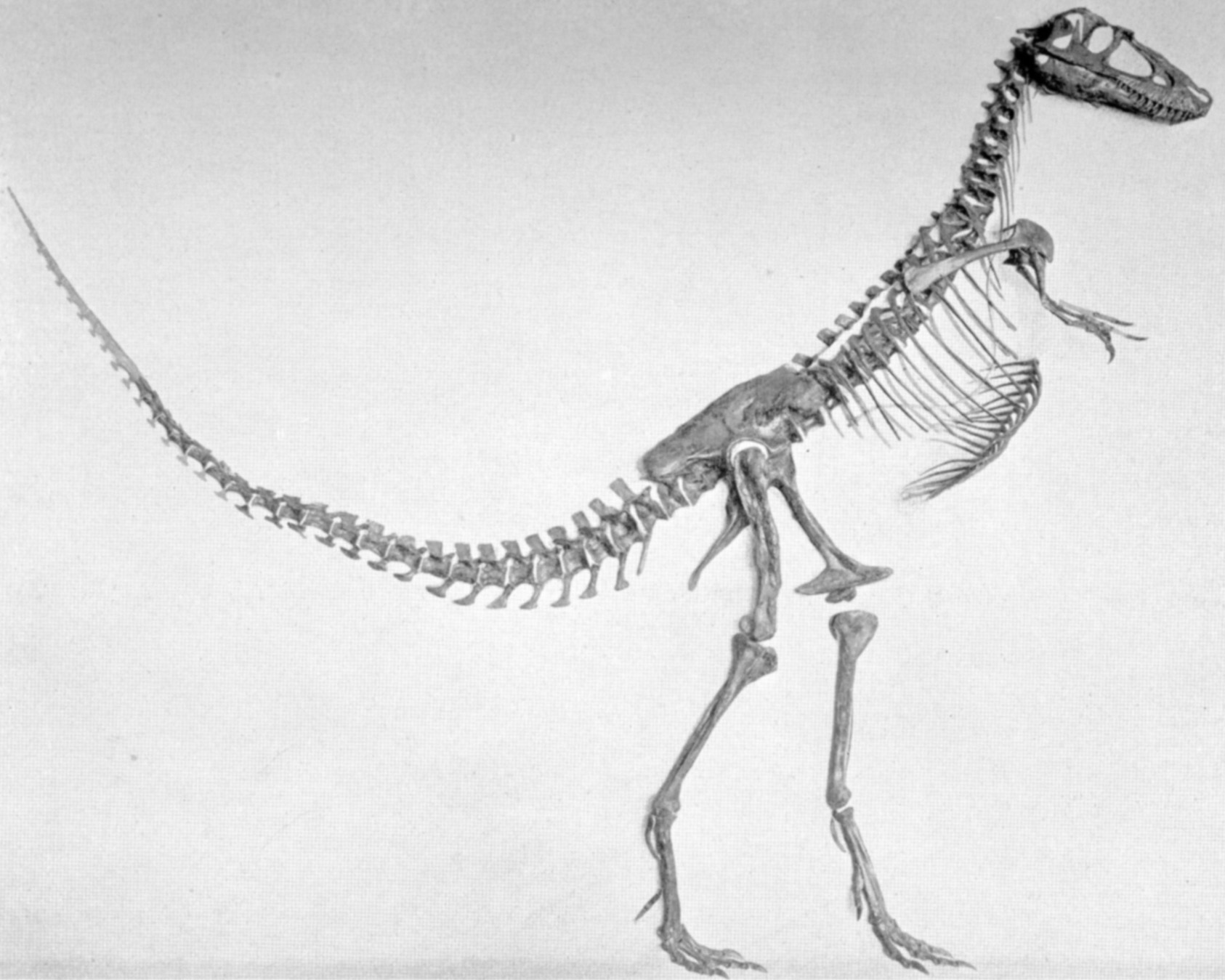
Espècimen tipus de Gorgosaurus sternbergi (AMNH 5664), actualment reconegut com un jove de Gorgosaurus libratus

L'holotip de Gorgosaurus libratus (NMC 2120) consisteix en un esquelet gairebé complet associat a un crani, descobert l'any 1913 per Charles M. Sternberg. Aquest espècimen fou el primer tiranosàurid trobat amb una mà completa. Fou trobat a la formació de Dinosaur Park a Alberta i actualment es troba al Museu Canadenc de la Natura d'Ottawa. Prospectors del Museu Americà d'Història Natural de Nova York estaven actius al llarg del riu Red Deer a Alberta al mateix temps, recollint centenars d'espècimens espectaculars de dinosaures, incloent-hi quatre cranis de G. libratus complets, tres dels quals estaven associats a esquelets. Matthew i Brown van descriure quatre d'aquests espècimens l'any 1923.
Matthew i Brown van descriure també un cinquè esquelet (AMNH 5664), que Charles H. Sternberg havia recollit l'any 1917 i venut al seu museu. Era més petit que els altres espècimens de gorgosaure, amb un crani més baix i lleuger i amb unes proporcions de les extremitats més allargades. Moltes de les sutures entre els ossos estaven sense fusionar en aquest espècimen. Matthew i Brown van assenyalar que aquestes característiques eren característiques dels tiranosàurids joves, però, tot i això, el van descriure com a l'holotip d'una nova espècie, G. sternbergi. Els paleontòlegs actuals consideren aquest espècimen com un jove de G. libratus. S'han excavat dotzenes d'altres espècimens a la formació Dinosaur Park i es troben repartits per diversos museus dels Estats Units i el Canadà. G. libratus és el tiranosàurid més ben representat del registre fòssil, conegut per una sèrie de creixement pràcticament completa.

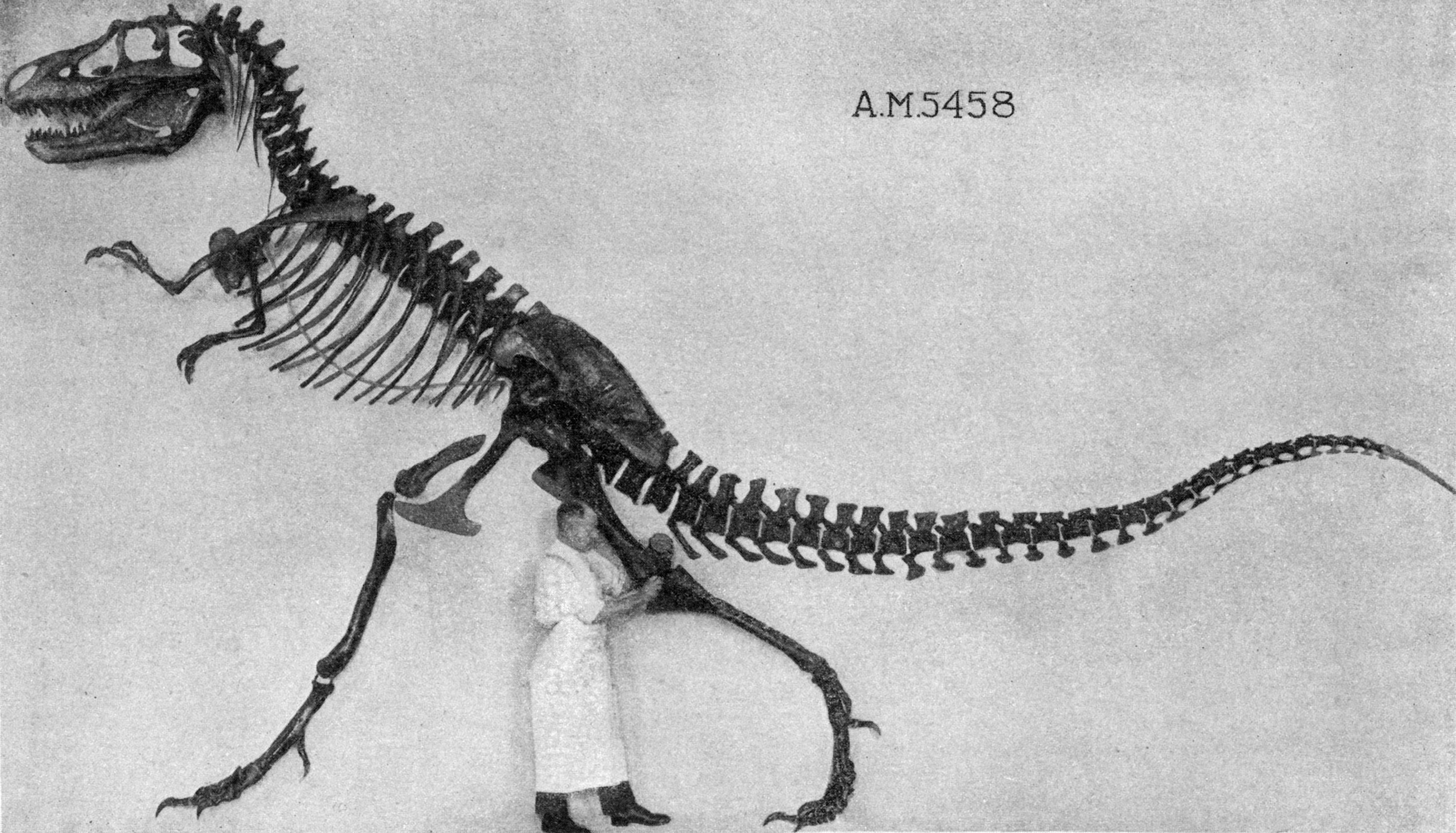
Espècimen de Gorgosaurus libratus (AMNH 5458)

L'any 1856, Joseph Leidy descrigué dues dents de premaxil·lar de tiranosàurid de Montana. Tot i que no hi havia cap indicació de quin animal s'assemblava, les dents eren llargues i robustes, i Leidy els donà el nom de Deinodon. Matthew i Brown van comentar l'any 1922 que aquestes dents eren indistingibles d'aquelles pertanyents als gorgosaures, però per l'absència de restes esquelètiques de Deinodon, van optar per no sinonimitzar ambdós gèneres. Tot i que les dents de Deinodon són molt similars a les del gorgosaure, les dents dels tiranosàurids són extremadament uniformes, per la qual cosa no es pot dir amb certesa a quin animal pertanyien. Actualment Deinodon és considerat un nomen dubium. Nombrosos esquelets de tiranosàurids de la formació de Judith River a Montana probablement pertanyen al gorgosaure, tot i que no és clar si les restes pertanyen a G. libratus o una nova espècie. Un espècimen de Montana (TCMI 2001.89.1), que es troba al Museu dels Nens d'Indianàpolis, mostra proves de patologies greus, incloent-hi fractures curades de cama, costelles i vèrtebres, osteomielitis (infecció) a la punta de la mandíbula inferior que va resultar en una pèrdua irreversible de dents, i possiblement un tumor cerebral.

### Espècies assignades erròniament
Al segle xx es van assignar incorrectament nombroses espècies al gènere Gorgosaurus. Un crani complet d'un petit tiranosàurid (CMNH 7541), trobat a la part més jove de la formació de Hell Creek del Maastrichtià a Montana, fou anomenat Gorgosaurus lancensis per Charles Whitney Gilmore l'any 1946. Aquest espècimen fou reanomenat Nanotyrannus per Bob Bakker i col·laboradors l'any 1988. Actualment, la majoria de paleontòlegs reconeixen Nanotyrannus com un jove de Tyrannosaurus rex. De manera similar, Ievgueni Maléiev va crear els noms Gorgosaurus lancinator i Gorgosaurus novojilovi per dos petits espècimens de tiranosàurid (PIN 553-1 i PIN 552-2) de la formació de Nemegt de Mongòlia l'any 1955. Ken Carpenter va canviar de nom l'espècimen més petit a Maleevosaurus novojilovi l'any 1992, però actualment ambdós són considerats exemplars joves de Tarbosaurus bataar.

## Paleobiologia

### Coexistència amb el daspletosaure

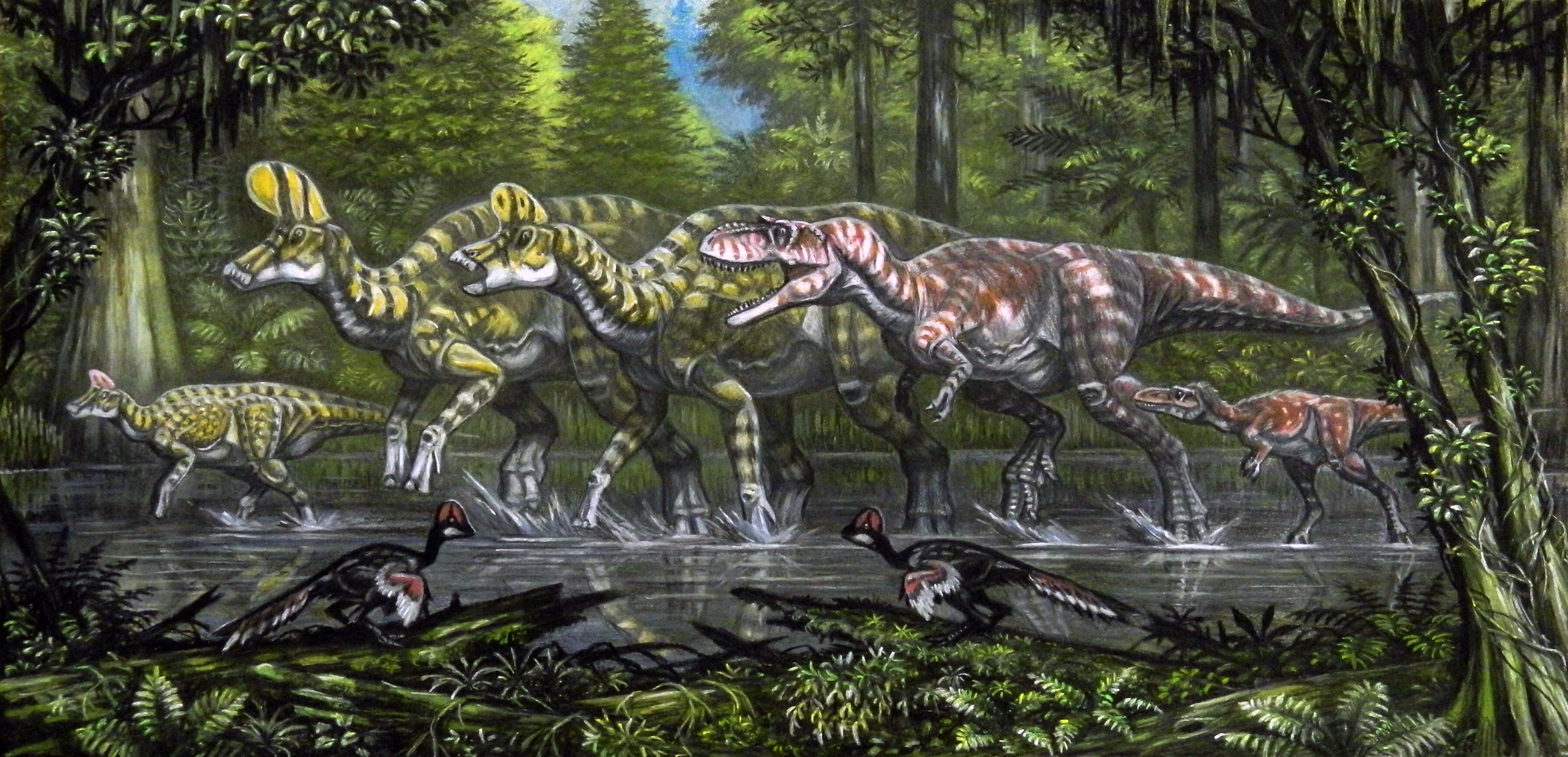
Il·lustració d'un gorgosaure atacant un lambeosaure

A la formació de Dinosaur Park, el gorgosaure va conviure amb una espècie més rara de tiranosaurí, el daspletosaure. Aquest és un dels pocs exemples de dos gèneres diferents de tiranosaures coexistint. Actualment, els depredadors de mida similar se separen en nínxols ecològics diferents per diferències en l'anatomia, comportament o distribució geogràfica que limiten la competició. La diferenciació de nínxols entre els tiranosàurids de Dinosaur Park no s'ha acabat de determinar. L'any 1970, Dale Russell va hipotetitzar que el gorgosaure, més comú, caçava activament hadrosaures ràpids, mentre que els més rars i problemàtics ceratops i ancilosaures (dinosaures banyuts i acuirassats) eren depredats pel daspletosaure, un tiranosaurí més pesant. Tanmateix, un espècimen de daspletosaure (OTM 200) trobat a la formació del Two Medicine de Montana conserva restes digerides d'un hadrosaure jove a la regió de l'intestí.
A diferència d'altres grups de dinosaures, cap dels dos gèneres no era més comú en elevacions més altes o baixes que l'altre. Tanmateix, el gorgosaure és més comú a les formacions del nord com Dinosaur Park, i les espècies de daspletosaure són més abundants al sud. S'observa el mateix patró en altres grups de dinosaures. Els ceratops casmosaurins i els hadrosaures hadrosaurins també són més comuns a la formació del Two Medicine de Montana i al sud-oest de Nord-amèrica durant el Campanià, mentre que els centrosaurins i lambeosaurins dominen les latituds del nord. Holtz va suggerir que aquest patró indica preferències ecològiques compartides entre tiranosaurins, casmosaurins i hadrosaurins. Al final del Maastrichtià superior, els tiranosaurins com el Tyrannosaurus rex, hadrosaurins com Edmontosaurus i casmosaurins com el triceratop estaven molt estesos a l'oest de Nord-amèrica, mentre que els albertosaurins i els centrosaurins s'estaven extingint, i els lambeosaurins eren molt rars.

### Història natural

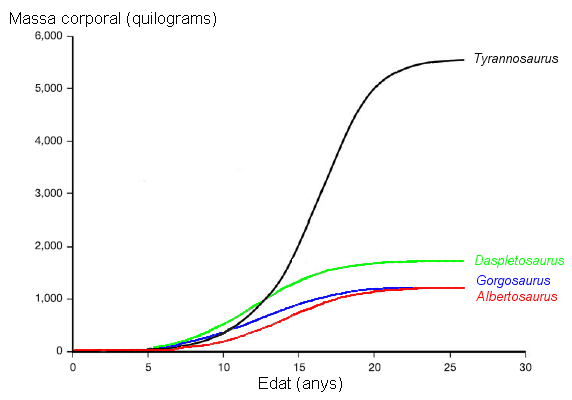
Gràfic en què es representen les corbes de creixement hipotetitzades (massa corporal/edat) de quatre tiranosàurids. El gorgosaure està representat en blau. Basat en Erickson et al. 2004.

Gregory Erickson i col·laboradors van estudiar el creixement i història natural de tiranosàurids utilitzant la histologia dels ossos, que permet determinar l'edat d'un espècimen quan mor. Es pot desenvolupar una corba de creixement quan l'edat de diversos individus es representa contra les seves mides en un gràfic. Els tiranosàurids creixien al llarg de tota la vida, però experimentaven una gran acceleració del creixement durant quatre anys, després d'una fase de joventut estesa. La maduresa sexual podria haver acabat amb aquesta fase de creixement ràpid, després de la qual el creixement es frenava considerablement en els animals adults. Examinant cinc espècimens de gorgosaure de diverses mides, Erickson va calcular la velocitat màxima de creixement en uns 110 kg durant la fase de creixement ràpid, més lenta que en els tiranosaurins com el daspletosaure i el tiranosaure, però comparable a l'albertosaure.
El gorgosaure passava com a molt la meitat de la seva vida a la fase jove abans d'assolir la seva mida màxima en pocs anys. Això, juntament amb la manca de depredadors de mida intermèdia entre els enormes tiranosàurids adults i altres petits teròpodes, suggereix que aquests nínxols podrien haver sigut ocupats per tiranosàurids joves. Això s'observa en el dragó de Komodo d'avui en dia, en què les cries comencen com a insectívors arborícoles i maduren lentament fins a esdevenir depredadors alfa capaços d'abatre grans vertebrats. Altres tiranosàurids, incloent-hi l'albertosaure, s'han trobat en agregacions que suggereixen que es podrien formar de grups de caça constituïts d'individus de diverses edats, però no hi ha cap prova d'un comportament gregari en el gorgosaure.

## Paleoecologia

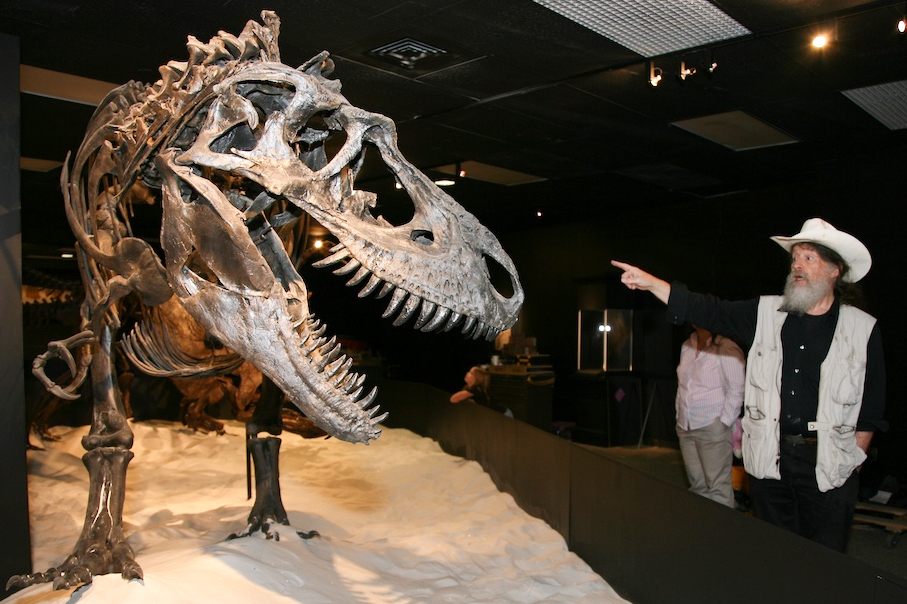
Esquelet de gorgosaure muntat que presenta nombrosos danys ossis, exhibit a l'exposició "Dinosaur Mummy: CSI" al HMNS, Bob Bakker a la dreta.

Tots els espècimens coneguts de Gorgosaurus libratus s'han recuperat de la formació de Dinosaur Park a Alberta. Aquesta formació data del Campanià mitjà, fa entre 76,5 i 74 milions d'anys. En aquell temps, l'àrea era una plana costanera situada al llarg del marge oest del mar Niobrarà, que dividia Nord-amèrica per la meitat. L'orogènesi laramiana començà a alçar les muntanyes Rocoses a l'est, de les quals fluïen grans rius que dipositaven sediments erosionats en les grans planes d'inundació al llarg de la costa. El clima era subtropical amb una estacionalitat marcada, i sequeres periòdiques que sovint resultaven en una mortalitat massiva entre els grans ramats de dinosaures, com s'aprecia en nombrosos dipòsits de llits d'ossos preservats a la formació de Dinosaur Park. Les coníferes formaven boscos, mentre que les plantes de sotabosc consistien en falgueres, ciatals i angiospermes. Fa uns 73 milions d'anys, el mar començà a expandir-se, transgredint àrees que abans estaven sobre el nivell del mar i inundant l'ecosistema de Dinosaur Park. Aquesta transgressió, anomenada mar Bearpaw, està registrada als sediments marins dels massius esquistos de Bearpaw.
La formació de Dinosaur Park preserva una gran riquesa de vertebrats fòssils. Una àmplia diversitat de peixos nedaven pels rius i estuaris, incloent-hi lepisosteiformes, esturions, taurons i rajades, entre d'altres. També habitaven als hàbitats aquàtics granotes, salamandres, tortugues, cocodrils i campsosaures. Per sobre volaven pterosaures azhdàrquids i ocells neornites com Apatornis, mentre l'ocell enantiorni Avisaurus vivia a terra al costat de multituberculats, marsupials i mamífers placentaris. Un nombre d'espècies de llangardaixos terrestres també hi eren presents, incloent-hi tèids, escíncids, varànids i llangardaixos al·ligator. Els fòssils de dinosaure en particular s'han trobat en una abundància i diversitat sense parangó. Grans ramats de ceratòpsids pasturaven per les planes inundables al costat de grups igual de grans d'hadrosaures hadrosaurins i lambeosaurins. També hi estaven presents altres grups d'herbívors com els ornitomímid, terizinosaures, paquicefalosaures, petits ornitòpodes, nodosàurids i ancilosàurids. Petits dinosaures depredadors com oviraptorosaures, troodòntids i dromeosaures caçaven preses més petites que els enormes tiranosàurids, el daspletosaure i el grogosaure, que eren dos ordres de magnitud més grans en massa. Els nínxols de depredadors intermedis podrien haver sigut ocupats per tiranosàurids joves.